# Achaemenes entabeniensis
Achaemenes entabeniensis är en insektsart som beskrevs av Synave 1959. Achaemenes entabeniensis ingår i släktet Achaemenes och familjen kilstritar. Inga underarter finns listade i Catalogue of Life.